# خزان دلتا
خزان دلتا، المعروف أيضًا باسم بحيرة دلتا، هو خزان يقع في مقاطعة أونيدا، نيويورك، الولايات المتحدة. تم تشكيلها من خلال حجز نهر الموهوك. تقع معظم البحيرة في الجزء الجنوبي الغربي من بلدة الغربية، شمال روما. يقع الجزء الغربي من البحيرة في بلدة لي.
تقع حديقة دلتا ليك الحكومية على شبه جزيرة تمتد من الشاطئ الجنوبي إلى البحيرة.

## صيد السمك
يوفر الخزان أيضًا صيدًا رائعًا. أنواع الأسماك الموجودة في الخزان هي عين السمكة سمولموث باس,البايك الشمالي، بيكريل السلسلة القاروس الصخري سمك شمس القرع الثيران البني الفرخ الأصفر التراوت البني، والكارب الشائع. هناك وصول مملوك للدولة مع اثنين من المنحدرات الخرسانية على الشاطئ الشرقي في حديقة الدولة قبالة نيويورك خمسة أميال شمال روما. يوجد موقف سيارات يتسع لـ 70 شاحنة ومقطورة. يوجد أيضًا مرسى على البحيرة.

## تاريخ
تم إنشاء الخزان بواسطة سد على نهر الموهوك , وبدأ بناؤه فيه عام 1908. يقع السد على الجانب الجنوبي من الخزان , جنوب غرب دلتا ليك ستيت بارك. في الأصل , كان الغرض من الخزان هو الضمان مايكفي من المياه لقناة إيري , إلا أنه يستخدم اليوم للتحكم في الفيضانات في حوض الموهوك . يحتوي الخزان على 2.7 مليون قدم مكعب (76,000 م3) من الماء .
غمر السد مجتمع دلتا, الذي كان يقع على الضفة الغربية للنهر . تم هدم معظم مباني القرية ونقلها إلى مواقع جديدة قبل الغمر .

## روابط خارجية
- متنزهات ولاية نيويورك - حديقة دلتا ليك الحكومية
- صور تاريخية لدلتا ، نيويورك